# Warren Austin

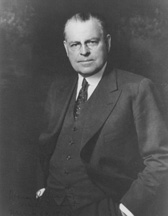
Warren Austin

Warren Robinson Austin (* 12. November 1877 in Highgate Center, Vermont; † 25. Dezember 1962 in Burlington, Vermont) war ein US-amerikanischer Diplomat und Politiker.

## Biografie
Nach dem Besuch der Brigham Academy in Bakersfield studierte er von 1895 bis 1899 Rechtswissenschaften an der University of Vermont in Burlington und war anschließend als Rechtsanwalt tätig. Zeitweise war er Mitglied des Vorstandes der Amerikanischen Rechtswissenschaftlichen Vereinigung (American Judicature Society). Seine politische Laufbahn begann Austin, der Mitglied der Republikanischen Partei war, 1909 mit der Wahl zum Bürgermeister der Stadt St. Albans. Er fungierte von 1914 bis 1941 als Kurator der University of Vermont und war im Jahr 1917 kurzzeitig Richter am United States Court for China, einem Bundesgericht mit Zuständigkeit für in China lebende US-Bürger.
1931 wurde Austin als Nachfolger von Frank C. Partridge US-Senator und vertrat als solcher bis 1946 die Interessen von Vermont im Senat der Vereinigten Staaten. 1947 erfolgte seine Ernennung durch US-Präsident Harry S. Truman zum Botschafter bei den Vereinten Nationen in New York. Dieses Amt bekleidete er bis zum Ende von Trumans Amtszeit 1953, als er dann durch Henry Cabot Lodge Jr. abgelöst wurde.
Austin war zeitlebens auch sozial- und gesellschaftspolitisch engagiert und unter anderem seit 1922 Mitglied des Rotary Club von Burlington. 1931 wurde er Mitglied der Amerikanisch-griechischen Gesellschaft für fortschrittliche Erziehung (American Hellenic Educational Progressive Association). Später wurde er 1932 Mitglied des Alfalfa Clubs, einem exklusiven Club in Washington, D.C. sowie 1938 des ebenfalls in Washington ansässigen Alibi Clubs.